# 伊藤慎一 (新聞学者)
伊藤 慎一（いとう しんいち、1921年1月10日 - 2014年10月20日）は、新聞学者。
神戸市出身。1944年東京帝国大学文学部卒。1947年サン写真新聞入社、1950年日本新聞協会に入り、放送課長、編集課長、調査委員、1970年東京大学新聞研究所教授、76年同所長、81年定年退官、名誉教授、文教大学教授、1988年帝京大学教授。91年退職。

## 著書
- 『外国の新聞 権力と自由の歴史』同文館 新聞の知識シリーズ 1955
- 『マスコミ物語』現代ジャーナリズム出版会 いるか叢書 1966

### 共編著
- 『新聞の事典』共著 同文館 1955
- 『まいあん今と昔』相沢正夫,小林準共著 毎日案内広告社 1968
- 『解釈と鑑賞別冊 情報の未来学』全3冊 長谷川泉共編集 至文堂 1977

### 翻訳
- マイクル・ヤング『メリトクラシーの法則』至誠堂新書 1965
- C.N.パーキンソン『パーキンソンの政治法則』福島正光共訳 至誠堂 1967
- フィリップ・レビイ『新聞倫理綱領 判決例にもとづく ザ・プレス・カウンシルー』時事通信社 1968
- 暴力の原因ならびに阻止に関する委員会媒体調査班『マスメディアと暴力 暴力の原因ならびに阻止に関する委員会への報告』時事通信社 1970

## 注
1. ↑  伊藤慎一氏死去：大分合同新聞
2. ↑  『現代日本人名録』